# 阿里安娜·卡斯蒂廖尼
阿里安娜·卡斯蒂廖尼（義大利語：Arianna Castiglioni，1997年8月15日—）生于布斯托-阿西齐奥，是一名意大利女子游泳运动员，主攻蛙泳。她在4岁时跟随哥哥的脚步开始接触游泳。2014年，她在欧洲游泳锦标赛上获得100米蛙泳铜牌，这是她的首枚国际主要成年赛事奖牌。她原本希望参加2014年南京青奥，然而她之后被选入2014年欧洲游泳锦标赛，由于欧锦赛与青奥撞期，加上她意识到成年赛事更为重要，她最后放弃了参加青奥的念头。